# Елмсхорн
Елмсхорн (њем. Elmshorn) град је у њемачкој савезној држави Шлезвиг-Холштајн. Једно је од 49 општинских средишта округа Пинеберг. Према процјени из 2010. у граду је живјело 48.183 становника. Посједује регионалну шифру (AGS) 1056015, NUTS (DEF09) и LOCODE (DE ELM) код.

## Географски и демографски подаци
Елмсхорн се налази у савезној држави Шлезвиг-Холштајн у округу Пинеберг. Град се налази на надморској висини од 3 метра. Површина општине износи 21,4 km². У самом граду је, према процјени из 2010. године, живјело 48.183 становника. Просјечна густина становништва износи 2.255 становника/km².

## Међународна сарадња
| Мјесто             | Држава    | Врста сарадње | Од    |
| ------------------ | --------- | ------------- | ----- |
| Рајсио             | Финска    | партнерство   | 2000. |
|                    | Француска | партнерство   | 1987. |
| Старгард Шчећињски | Пољска    | партнерство   | 1993. |
| Извор              |           |               |       |